# Premi Nacional de Literatura d'Espanya
Els Premis Nacionals de Literatura d'Espanya són concedits pel Ministeri de Cultura espanyol en els diferents àmbits de les lletres:
- Premi Nacional de les Lletres Espanyoles (reconeixement del conjunt de l'obra literària d'un escriptor espanyol)
- Premi Nacional d'Assaig
- Premi Nacional de Literatura Dramàtica
- Premi Nacional de Literatura Infantil i Juvenil
- Premi Nacional de Narrativa
- Premi Nacional de Poesia

A més, el Ministeri de Cultura espanyol, a proposta de les Acadèmies de la Llengua dels països de parla hispana, també concedeix des de 1976 el Premi Miguel de Cervantes i que és considerat com el guardó literari més important en castellà.